# 高須克弥
高須 克弥（たかす かつや、1945年〈昭和20年〉1月22日 - ）は、日本の医師（美容外科・整形外科・形成外科）。学位は医学博士（昭和大学）。僧侶・タレント・篤志家・政治活動家。タレントとしてはオールアウトに所属。正式な名前の表記は高須克彌。高須クリニック・院長。
医療法人社団福祉会・理事長、昭和大学医学部・客員教授、浄土真宗（真宗大谷派）僧侶。
日本を代表する美容外科医でありながら、独自のキャラクターと言動で注目を集めた。肩書は"美容外科医"以外にも、篤志家、売れない文筆家、教育者、ギャンブラー、馬主、フリーメーソン、芸人、僧侶など数多い。かつては『絶倫ドクター』という異名も持った。これは、高須クリニックを開業した当時、読売テレビの記者の取材を受けた際に、高須の話術の面白さに、『2時のワイドショー』という番組への出演依頼があり、それが当たり『11PM』の準レギュラーに抜擢され、『ギルガメッシュないと』（テレビ東京系）、『トゥナイト』（テレビ朝日系）にも出演した。また、同業他社にあたる『にしたんクリニック』のCMに登場するなど、おもしろいものには『Yes』、それ以外には『No』というように、ただ「おもしろければいい」とする発想をモットーとしている。
芸能人を中心とした有名人の手術を数多く手がけた。また、格闘技K-1のリングドクターとしても活動した。国際美容外科学会会長および日本美容外科学会会長も歴任した。
高須が高須病院を開設した時期には日本にはまだ美容整形″という分野はなかった。多くの美容整形を行う医師らは、病院としては整形外科の看板を出して、やや場違いな歓楽街の奥まったような場所で、膣を狭くしたり、包茎手術などの診療をコソコソと行っていた。当時はまだ世間から後ろ指を差されるような雰囲気だった美容整形を、医療として根付かせ、革新的な技術を確立したのが、高須であった。脂肪吸引、ヒアルロン酸注入、筋肉の動きを麻痺させてシワを軽減させるボトックス注射、メスを入れないクイック二重術などはすべて高須が海外から導入したか、編み出した技術である。
近年では韓国に美容整形の技術を伝授し、『大韓美容外科学会』の名誉会長にも就任している。

## 経歴

### 生家
愛知県幡豆郡一色町（現・西尾市一色町赤羽）に生まれる。米軍機が飛び交っていたため家の庭に掘った防空壕の中で産声を上げるが、凍てつく寒さの中で凍死しかけたという。その際、祖母の機転で一命を取り留めている。生家は江戸時代から続く医師の家系だった。本能寺の変により、明智光秀から逃れるため、徳川家康は自らの居城がある三河の岡崎を目指した。三河湾を船で渡り、命からがら上陸したのが愛知県一色町で、傷を負った家康を、高須家の祖である小四郎は懸命に介抱。家康は感謝の意として、小四郎に庄屋としての地位と「高須」姓、家紋を与えた。その後、高須家は徳川家の威光の元、医業で三河で栄えることとなった。家康が植樹したという「家康手植えの松」が、現在も高須病院には残されている。克弥は、家康と小四郎が会っていなかったら、歴史は大きく変わっていたのかもしれないと述べている。

### 学生時代
東京の済生学舎で学んだ祖母は開業試験に合格後、郷里に戻り高須医院を開院した。戦後の農地改革などで財産の大半を失ったがそれでも裕福な家庭に育った。学校では、石を投げられる、所持品を奪われるなどの壮絶なイジメにあった。父親は41歳で死去し、主に小児科医だった祖母に育てられた。母親は産婦人科医で、多忙のため幼少時に育児にかかわる機会が多くなかった。少年時代の夢は漫画家であった。小学校の最初の担任は「学徒動員からのシベリア抑留で洗脳されて帰ってきた共産主義者」であったため、祖母は高須に師範学校出の年配の女性を家庭教師につけた。「おかげで大日本帝国の神髄のようなことを教えてもらえた」と高須は回想している。
1963年3月、東海高等学校卒業。同年4月、昭和医科大学（高須の入学翌年に昭和大学に改称）医学部に入学。大学時代には空手やアイスホッケー、山岳診療所などに没頭した。特にアイスホッケーについては「経験者が少ないスポーツでなら、一番が狙えるのではないか」との考えから昭和大学にアイスホッケー部を新設させ、自ら初代主将に就任した。高須は母校について「当時の医学部偏差値ランキングでいえば三流大学であり、まわりには開業医の子弟のおちこぼれボンボンがたくさんいた」と述べている。
18歳のとき、のちに妻となった女性（高須シヅ）と知り合う。シヅは大学時代の同級生であり席が隣であった。同じ三河地区の出身で同じく実家は医者だった。
1969年、同大学を卒業。
先述通り高須氏の実家は地元の愛知県西尾市では名家で、高須が美容整形を始めると公言した際には身内から、「高須家は昔から患者のために働く医者の家系だ。医者じゃないことをするなら、かっちゃんを親戚から排除する」とまで言われた。高須は、「将来、美容整形は時代の主流になる」と説明し、実際にそうなった。しかし、2024年12月には、同時に「やっぱり、彼らの言っていたことは正しかったな」、「美容整形なんて病人じゃない人間しか診ない科ですよ。病人でない人間にメスを入れる科なんてのは、やっぱり外道。医者って軍人みたいなものじゃないですか。自分を犠牲にしてでも、病んでる人を救おうとするのが務めです。そういう仕事だから、医師免許という武器を与えられ、いろんな権限を与えられている。それなのにその武器を使って、お金を稼ぐ仕事が美容整形ですから」とも発言している。

### 高須病院開設

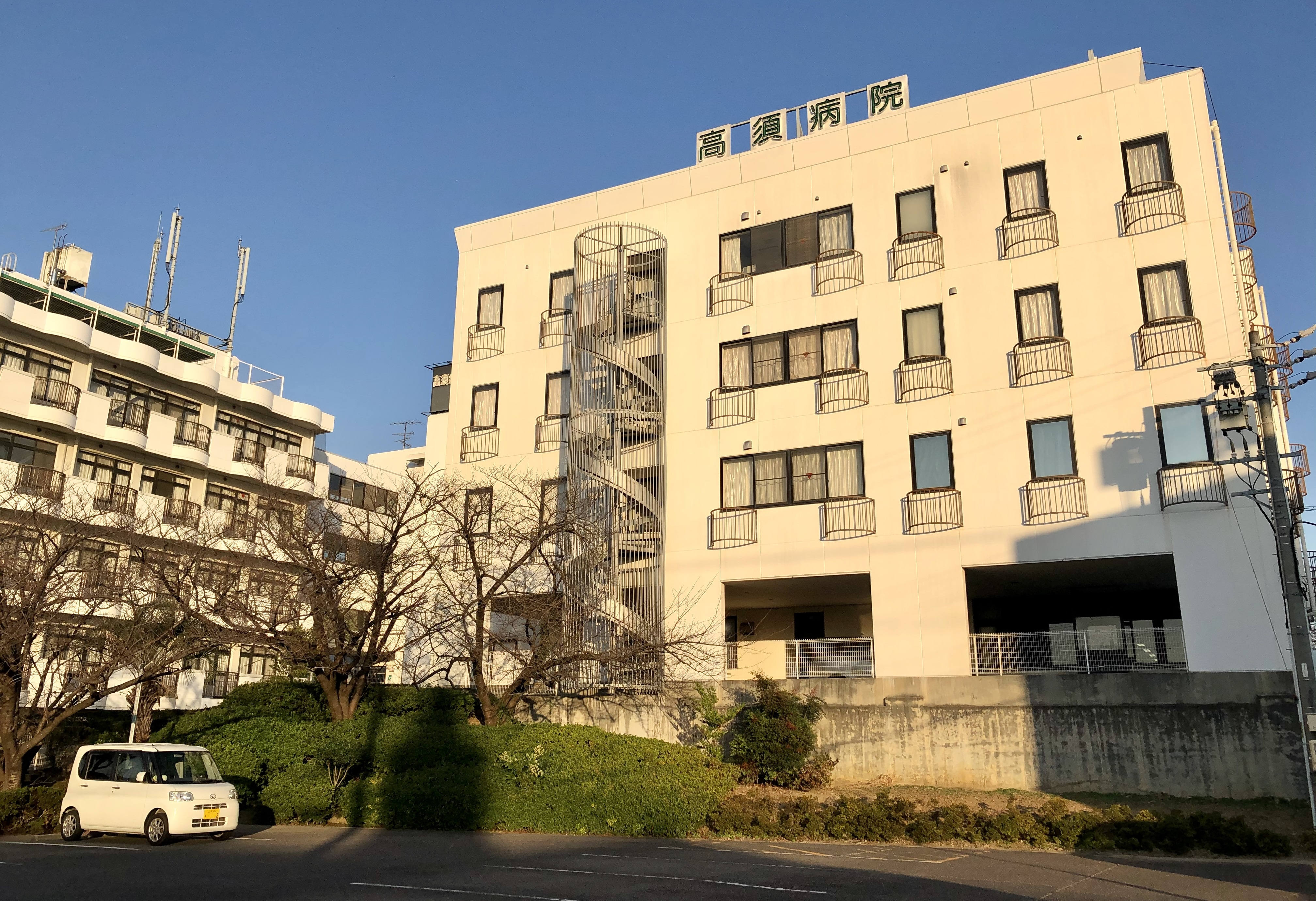
高須病院（愛知県西尾市一色町赤羽）

昭和大学卒後は整形外科医局に所属。整形外科を選んだ理由は、家族・親族に医者が多く、同じ科を選ぶと喧嘩をしてしまうので、たまたま家族・親族にいなかった整形外科を選んだ。同大学院医学研究科博士課程を修了し、1973年（昭和48年）に「四肢切断者の幻肢に関する研究」で医学博士（昭和大学甲第250号）を取得した。妻は産婦人科に進んだ。西ドイツのキール大学、イタリアのボローニャ大学、ローマ大学などに研修留学した。キール大学に研修留学は、本来は教授クラスのための交換留学制度だったが希望者がなく、手を挙げたのが高須だけだったので行けることになった。大学では骨を切り鼻の形を変える手術を行っており、それを見て感嘆し『こんなすごい技術は日本にはない。この技術を持って帰れば、日本で第一人者になれる』と思った。
1974年（昭和49年）、愛知県幡豆郡一色町（現・西尾市一色町赤羽）に医療法人福祉会高須病院を開設。ドイツで学んだ最新の整形外科技術を自分の病院にいち早く導入し、骨折患者の入院期間を大幅に短縮させた。手術に必要なボルトやプレートは、まだ日本では手に入らないために海外から輸入して使用した。しかし当時は長期入院を希望する患者が多く、短期間での退院は患者には不評であった。また、入院期間を短縮させたことで、病院は減収となった。さらに1976年には名古屋市に新たな自由診療の『高須クリニック』を開院。
1998年、高須病院の関連組織として老人保健施設や訪問介護事業を立ち上げて介護福祉分野にも参入した。2008年（平成20年）、実家である高須病院を運営する医療法人社団福祉会の理事長に就任。
2016年、高須病院だけで約700人の職員を抱えると報じられた。介護老人保健施設「高須ケアガーデン」などの複数の施設（グループホーム・訪問看護ステーション・デイケア・ヘルパーステーションなど）を運営する。

### 高須クリニック開設
ドイツで学んだ形成外科の技術がまだ日本で導入されていないことを知り、未発達な日本の美容業界ならトップになれると考え、美容外科に転身した。1976年11月、愛知県名古屋市に高須クリニック開設。1977年、著書『危ない美容法』がベストセラーになり、「美容整形の専門家」としてTVに出演するうちに、次第に注目を浴びるようになった。

#### 包茎手術
90年代以前は包皮が陰茎癌のリスクを高めると考えられており、宗教的動機がなくとも割礼はしたほうが良いとする学説が存在した。高須はこの学説と留学中に見たユダヤ教徒の割礼率の高さから商機を感じ取り、日本でも成人男性に対する割礼（包茎手術）を推進。TVや雑誌で行ったマーケティングの影響で、大盛況となった。このマーケティングは巧妙を極め、日本全国に健康な包皮（所謂仮性包茎）も切らないと恥であるという価値観を定着させたという。高須は韓国にも技術指導していたので、高須の影響により韓国での徴兵時の身体検査で包茎チェックが必須項目になった。簡単に手術が出来る方法を考案し、1日300人の包茎手術をしたこともあった。レーザーメスで包皮を焼く匂いがビルに充満し、他のテナントより「人を焼く匂いがする」と苦情が来たり、火災警報器が作動したりすることもあった。しかし、包茎手術に依存しての経営は高須の本意ではなく、ブームの終了と共に女性向け美容整形への移行に腐心することになる。その後、割礼の弊害と包皮の利点が明らかになるにつれ、いたずらに日韓の男性を貶めたのではないかとの非難が起こった。なお、2017年6月現在の高須は「ハゲもよい、包茎もよい、ブスもよい。それなりに利点もある」と述べている。

### 経済的成功
1985年から1988年の3年間の所得は合計16億8000万円だった。2003年の個人納税額は、当時のトヨタの豊田章一郎名誉会長の6300万円や奥田碩会長の4700万円を大きく上回る8700万円だった。2001年には、国内に札幌、仙台、横浜、東京、名古屋、大阪、広島、福岡の8箇所のクリニックと、マニラ、香港の提携クリニック、ハワイ高須クリニックなど合計13か所のクリニックを有し、年商は41億円だった。バブル崩壊では不動産投資の失敗もあり100億円の借入金を背負うが10年間で完済した。2025年現在は、東京（銀座）、横浜、名古屋（名駅・栄）、大阪の5つのクリニックを運営する。

### 美容外科の指導者として
2011年（平成23年）1月11日、昭和大学にて医学部の形成外科学（美容外科学部門）客員教授に就任した。新しい美容形成技術の開発も多数あり、指導者として日本のみならず世界各国に招聘されるようになり、各国でデモ手術や講演会の開催を重ねた。韓国でも美容形成が盛んであるが、これも高須が韓国で実技指導を行って普及したものである。韓国の軍政時代では美容整形がタブー視されており、多くの韓国人が日本に美容整形を受けに来日していた。しかし帰国後のサポートが韓国内で出来ないために、高須が韓国内の医師に講義を行ったり手術見学をさせてその美容技術の向上に尽力を行った。その結果、高須が導入した技術がそのまま韓国で普及したので、韓国で美容整形した人は全部同じような顔になってしまった。なお高須曰く患者の希望を叶えるために施術するのであって、不格好な体にも良さはあると述べている。
日本美容外科学会会長、国際美容外科学会会長、日本脂肪吸引学会会長なども歴任した。アメリカ脂肪吸引学会の創設メンバーとしても活動した。新聞や雑誌などにも、皮膚科領域や美容領域の話題に関するコメントだけでなく、識者として政治的話題に関する意見も掲載されることが多い。70歳を超えても、1日に70人の美容整形手術をこなす。
2024年（令和6年）8月30日、東京大学の2024年度医学部医学科 基礎臨床社会医学統合講義にて「試行錯誤の現場から予想される未来。これから起こる美容医療の進化。」の講演を行った 。

## 美容医学での活動

### 脂肪吸引の普及とプチ整形の開発
イタリアやドイツなどに研修に行き、最新の美容外科技術を学んだ。当時ヨーロッパでも開発されたばかりで、まだ批判が多かった「脂肪吸引手術」も研修に行き、技術を日本に紹介した。当時は美容形成に対する根強い偏見が日本にはあり、バッシングと戦いながら美容形成の必要性を説き普及に努めるとともに、技術水準向上に尽力した。1990年代には、スウェーデンで開発されたヒアルロン酸注射を、鼻を高くすることに応用した。これも自分の顔に注射して効果や手技を検討したもので、新しい「プチ整形」という分野を開拓した。2012年の第100回日本美容外科学会（JSAS）では学会の最後を飾る特別講演で、フランスで高須の師匠によって開発された脂肪吸引の変遷について語る「Historical Changes in Liposuction」という演題で講演を行っている。

### 自身の整形
「患者さんに施術する前に必ず自分自身の体を使って手術や薬剤の安全性を試す」のがポリシーであり、実年齢より若く見えるようにするため、自分の顔に二度施術を行った。皺取りの手術は顔の皮膚を部分的に切り取り、後方に引っ張って弛みを無くして固定するもので、通常であれば全身麻酔で行う手術であるが、納得のいく仕上がりを目指す高須は担当医に指示を出すため部分麻酔で手術を行った。手術の様子をカメラマンに撮影させたものが、雑誌フォーカス（発行 新潮社：平成12年5月3・10日発行）に掲載された。
また自身に行った若返り手術を「Minimally Invasive Facelift」として美容外科学会で特別講演するともに、Arts and Scienceに掲載された。この他にも自身の体を実験台にした学術発表を行っている。細かい手術や施術を入れると、自身の体に行った医療行為は400回ほどになる。昭和大学歯学部でも、自身を実験体にして腸骨の骨片を採取して顎骨に移植し、インプラントの土台を作る歯科領域の実験的治療を受けている。

### 特許と商標登録
下記の16件が特許出願され、6件が商標登録されている。
- 日本
  - 特開2012-55425 耳用磁石構成体
  - 特開2007-330593 形成外科用手術糸及び皮膚の引張付与方法
  - 特開2006-320618 皮膚の引伸し用糸部材
  - 特開2002-028164 二重瞼形成用糸
  - 特開平07-000477 耳ツボ突刺針およびピアス
  - 特開平04-352968 コラーゲン採取装置
  - 特開平04-322658 脂肪吸引装置およびその器具
  - 特開平04-150847 わきが手術装置およびその手術用チップ
  - 特開平04-013700 コラーゲンの分離方法
  - 特開平03-287598 コラーゲンの分離方法
  - 特開平03-279399 コラーゲンの分離方法
  - 登録商標 第4687026号 ロシアンリフト
  - 登録商標 第4744926号 ゴールデンリフト
  - 登録商標 第4975514号 イタリアンリフト
  - 登録商標 第4826653号 リポレーザー
  - 登録商標 第5119333号 マンマリーヒアル
  - 登録商標 第4744927号 ゴールドリフト

- 米国
  - 特許No.5190518    わきが手術装置及びその手術用チップ （1993/8/17）
  - 特許No.5236414    脂肪吸引装置及びその器具 （1993/9/14）
  - 特許No.5244458    コラーゲン採取装置 （1993/9/14）
  - 特許No.5465593    耳ツボ突刺針およびピアス【痩身ピアス】（1995/11/14）

- 台湾
  - 専利No.050728    わきが手術装置及びその手術用チップ （1991/12/24）
  - 専利No.060024    脂肪吸引装置及びその器具 （1993/4/15）

また各国の美容関連学会で、招待講演やデモ手術を行っている。

## 活動

### 僧侶としての活動
東日本大震災被災地の復興や世の中の平和を祈願し、2011年（平成23年）11月7日に京都の東本願寺で得度を受けた。真宗大谷派に所属し、僧侶名は「釈克念」。僧侶になった理由は、死後の話もしないと老人の精神面のケアができないからとしている。2011年（平成23年）6月5日に碧南市松江町の専興寺（真宗大谷派）で一般市民対象の法話の講師をするなどしている。2011年11月7日には得度式に参加し僧侶となった。得度に先駆け、前日の11月6日には剃髪している。

### フリーメイソン
日本のフリーメイソンのメンバーである。加入後のテストをクリアして昇進を重ね、2016年現在は京都御門ロッジの最高位となる「Worshipful Master」に就任している。
高須はフリーメイソンについて、どうでもよいことを延々議論している頭の固すぎる組織で、古い英語や古い日本語をつかった儀式ばかりやっていて、その呪文のような儀式の用語を暗記するのが大変で、ついてこられずに辞めている人も多いと述べている。過去には、フリーメイソンの活動に同行した西原が内情を漫画に描いたことにより、高須がフリーメイソン内の裁判で糾弾されそうになったが、2016年現在は高須自身が裁判をする立場に就任しているので、そのようなことは無くなったという。

### 寄付活動
阪神・淡路大震災では、罹災者の外傷痕の美容形成治療を一年間完全無料で実施し、被災地に7000万円を寄付した。東日本大震災では大型トラックやバスにより、物資や医療スタッフを被災地へ輸送した。
宮城県東松島市には仮設風呂を3台設置している。ヘリコプターを借りて被災地に救援物資を輸送しようとしたが、全国すべてのヘリコプターがマスコミの取材用に占有されてしまい、救援に使うことができなかった。このことを度々マスコミに抗議したが、報道されることはなかった。2011年の1年間だけで各所に対して数億円の寄付を行った。また自らパプアニューギニアに行き、小学校を建設するなどの社会奉仕活動を行っている。紺綬褒章を6回授与、日本赤十字社金色有功章を授与されている。
- 2011年（平成23年）
  - 8月9日 慈善活動のために高須克弥記念財団を設立、当面の資金として10億円を拠出した。東日本大震災の義援活動や高須クリニック赤坂院（現・東京院）において被災者の治療を1年間無料で行うなど社会貢献活動を行っている他[22][72][73]、震災遺児を応援する「毎日希望奨学金」に1000万円を寄付した[74]。

韓国で美貌への執着から、自ら油などを注射し醜い顔になった「扇風機おばさん」ことハン・ヘギョンに対し、2012年（平成24年）1月より、昭和大学美容外科チームと協力しボランティアで再生プロジェクトを行っている。
- 2014年（平成26年）
  - 番組スポンサー全社がCMを見合わせる事態となった日本テレビ系ドラマ「明日、ママがいない」の新スポンサーに名乗りをあげた[78]。2月3日に建物明け渡しの強制執行を受けた名古屋の寄席・大須演芸場の支援に声をあげ、まず1260万円を拠出する意向を表明した[79][80]。
  - 8月 郷ひろみからの指名で、ALS(筋萎縮性側索硬化症)アイスバケツチャレンジにチャレンジした。一般財団法人高須克弥記念財団[81]より「一般社団法人日本ALS協会」へ100万円の寄付を行った。
  - 9月 「特定非営利活動法人国境なき医師団日本」へ高須克弥より800万円、一般財団法人高須克弥記念財団より100万円、かっちゃん基金[82]より100万円の合計1000万円の寄付を行った。
  - 11月 チベット難民の子供たちへの教育推進を目的とした「チベットの子供達への教育と福祉基金」へ一般財団法人高須克弥記念財団[81]および一般財団法人かっちゃん基金から各々500万円、合計1000万円の寄付を行った[83]。
- 2015年（平成27年）
  - 3月 一般財団法人高須克弥記念財団より「国際子供レスリング大会」へ50万円の寄付を行った[81]。
  - 4月 渇水に悩むパラオの子供たちに、大使館を通じてミネラルウォーター代金として300万円を贈った[84]。
  - 5月 ダラムサラのチベット亡命政府教育省と「高等教育奨学金」の「覚書」を2015年5月10日付にて締結した[54]。2015年よりチベット亡命政府教育省から推薦された1名の、インドの大学医学部卒業までの奨学金支援する[54][13]。
  - 6月30日 一般財団法人かっちゃん基金より「パラオ柔道連盟」に柔道の伝道と普及を願い柔道着17着を寄付した[85]。
  - 8月 一般財団法人かっちゃん基金より、昨年と同様「NPO法人はぁとスペース」の「飲酒運転撲滅活動」に10口、10万円を協賛した[85]。
- 2016年
  - 2月6日、台湾南部での地震災害に対して、高須個人より1000万円を赤十字を通じて寄付した[86]。
  - 熊本地震では、ヘリコプターをチャーターして病院などに救援物資を空輸した[13]。自身も佐賀県入りして指揮を行った。救援の計画をしているときに西原理恵子より「自衛隊や米軍はプロだよ。かっちゃんみたいな素人が来たら足手まといだよ」と諭されたが、高須の元に地元民から救援要請が入ったので計画を実行した。4月20日は佐賀空港からピストン輸送で私費で購入した物資など3tあまりを輸送した。これを批判する声に対しては「私財をばらまくだけです。信用なんかいりません」と答えた[87]。ヘリコプターには独断でフリーメイソンのステッカーを貼ったが、この件については日本最高位のグランドマスターから宣伝にもなると評価された[59]。
  - 8月 選手・コーチへの給料未払い等が一時ボイコット騒動に発展した2016年リオデジャネイロオリンピックU-23サッカーナイジェリア代表チームに金銭的支援を表明、ブラジルに赴き総額39万ドルの小切手を手渡した[88]（後述）。
- 2017年
  - 5回目および6回目となる紺綬褒章（金飾板付紺綬褒章）を授与される[70][68][89]。
  - 「高須平和賞」を設立[90]。初代受賞者としてチベット亡命政府のロブサン・センゲ大統領を選定した[90]。10月5日にチベット亡命政府があるインドのダラムサラで、亡命政府の全閣僚が参加した授与式が行われた[90]。高須平和賞の内容は、純金のメダル（400万円相当）と副賞1000万円、高須クリニックでの生涯無料美容形成治療を受ける権利の3つとなっている[90]。リチャード・ギアも初代受賞者に選定していたが、10月までに連絡がつかなかった[90][91]。また5人のチベット医学生の授業料を負担することを亡命政府教育省と約束した[90]。
  - ニューヨークに競売にかけられた「昭和天皇独白録」の原本のオークションに参加、皇室に返還するために3080万円で落札した[92][93]。「（昭和天皇独白録は）日本の心ですので。ぜひとも外国の方の手に渡らないで、なんとか日本に取り戻したいという志で（落札した）」と述べた[92][94]。「昭和天皇独白録」は、昭和天皇の側近の外交官だった寺崎英成氏が作成した文書で、昭和天皇が太平洋戦争に至る経緯などについて語った内容が記載されている[92][95]。2018年2月、昭和天皇独白録の原本は宮内庁に届けられた[96]。宮内庁では内容に相違はないが直筆であることから受領して全文公開する予定である[97]。

- 2018年
  - 扶桑社より著書『炎上上等』を発刊、印税は全て台湾地震の被災者支援に寄付とした[98]。高須のこの行動は、台湾のメディアの自由時報、三立新聞、台灣りんご日報などにも取り上げられ[99][100][101]、台北駐日経済文化代表処から感謝状が届けられた[102]。紺綬褒章飾版授与[103]。

- 2024年
  - 1月4日、能登半島地震被災地に、ヘリコプターをチャーターし、自ら乗機して救援物資を届けた[104]。

- 2024年
  - 8月30日、東京大学医学部教育研究棟 14階 鉄門記念講堂にて2024年度基礎統合講義・基礎臨床社会医学統合講義。試行錯誤の現場から予想される未来。これから起こる美容医療の進化。

## 人物

### 西原理恵子との交際

#### ファンとして
漫画家の西原理恵子との親交を築くきっかけは、西原が自身の漫画に「高須クリニックのCMが下品すぎて素敵だ。友達になってやってもいい」と書いた所、それを知った高須から手紙が来た事に始まる。西原は高須に、お金も美貌もいらないが、漫画のネタとして高須を使わせてほしいと頼み、高須はこれを了承し連絡を取り合うようになった。西原は当時メールを使えなかったので、高須はFAXで手紙を送信していた。初対面は2000年頃で、西原が漫画の企画でスポンサーを募集し、高須クリニックに乗り込んだ際に実現した。西原はラジコンカーに高須クリニックのステッカーを貼る事に承諾をもらう為にクリニックを訪問したが、高須は札束の山を積んで支援しようとして西原を驚かせた。高須は夫婦揃っての西原理恵子のファンとなり、自身を「サイバラ教の原理主義者」と呼んでいた。
その後、西原の漫画にしばしば登場し、『毎日かあさん』でも「主治医」として登場する他、TVアニメ版のメインスポンサーを務める。TOKYO MXの夕方帯番組『5時に夢中!』では、西原理恵子、ファッションモデルのジョナサン・シガーと共に、それぞれの頭文字を取って「TSJお稽古クラブ」と題したコーナーに毎週木曜日に出演していた。西原が同番組を降板させられた際には、抗議の意を込め、スポンサー契約を解消する考えを表明した。高須家と西原家は双方の夫婦を交えた親交があった。西原の元夫であった鴨志田穣(当時離婚済み)が末期癌となった時に再び家に迎え入れる事が出来たのは、高須の助言による。

#### 交際
2007年に鴨志田が腎臓癌で死去。一方、高須の妻の高須シヅも2010年死去し、同時期に母親と愛犬とも死別した事から高須は鬱状態となった。もう現世には未練はないと感じ、出家したのもこの時期である。そんな高須の精神面を西原が補う中で関係を深めたが、直接のきっかけは、手を出してこない高須に西原が業を煮やして強硬手段に出た事である。食欲を無くしていた高須を西原が何度か食事に連れ出している内に、ホテルで"大人の関係"になったという。
2012年10月11日発売の『女性セブン』では西原理恵子との対談で、前妻の死去後2年間に渡る「交際」を明かした。フリーカメラマンに交際時の写真を撮影されたのが契機となったが、高須は芸能界にも人脈が太かった為、写真を売り込まれた週刊誌側も買い取らず、反って高須側に「このような写真の売り込みがあった」と情報を提供した。これを受けて高須が公表を決断した。
西原は高須について、「かもちゃん（鴨志田）と同じで、私の知らないことを知っている、非常に危険で面白い男」と評している。西原は、高須の私財を基に2011年に設立された「高須克弥記念財団」の理事長を務めているが、入籍はしていない。また、西原が脂肪吸引やフェイスリフトを希望しても、君はそのままが良いといって取り合っていない。高須は、自身が呆けて、もし都知事選や参議院選に立候補したら、自身を暗殺するように西原に頼んでいるという。また、死後は自分の骨を人工ダイヤモンドにして西原に贈るように明言している。高須が高須自身に施した数多くの整形手術の結果については、「高須先生の顔は世界最高水準の医療を使って数十億円かけたのに、浅香光代みたいになった」と評している。
西原との共著『ダーリンは70歳・高須帝国の逆襲』（2016年5月25日刊行）は、発行元の小学館から内容不適切として修正を依頼されたが、高須はこれに応じず、自己判断で発売後5日目にして絶版処分とした。短期間の流通であったがamazonの「本の売れ筋ランキング1位」を記録した。
2016年9月現在、西原とは事実婚の関係にある。敢えて入籍せず事実婚を選んだ理由として「籍を入れると何かあった時に全部不倫と言われる」と述べている。

### スポーツ

#### アイスホッケー
大学時代にアイスホッケー部を創設した縁からアイスホッケー女子日本代表（スマイルジャパン）のスポンサーに名乗りを上げたこともあるが、「他のスポンサーに示しがつかない」として日本アイスホッケー連盟に断られたため、連盟に助成金を贈る形に転換し、1億円の援助を約束した。

#### 相撲

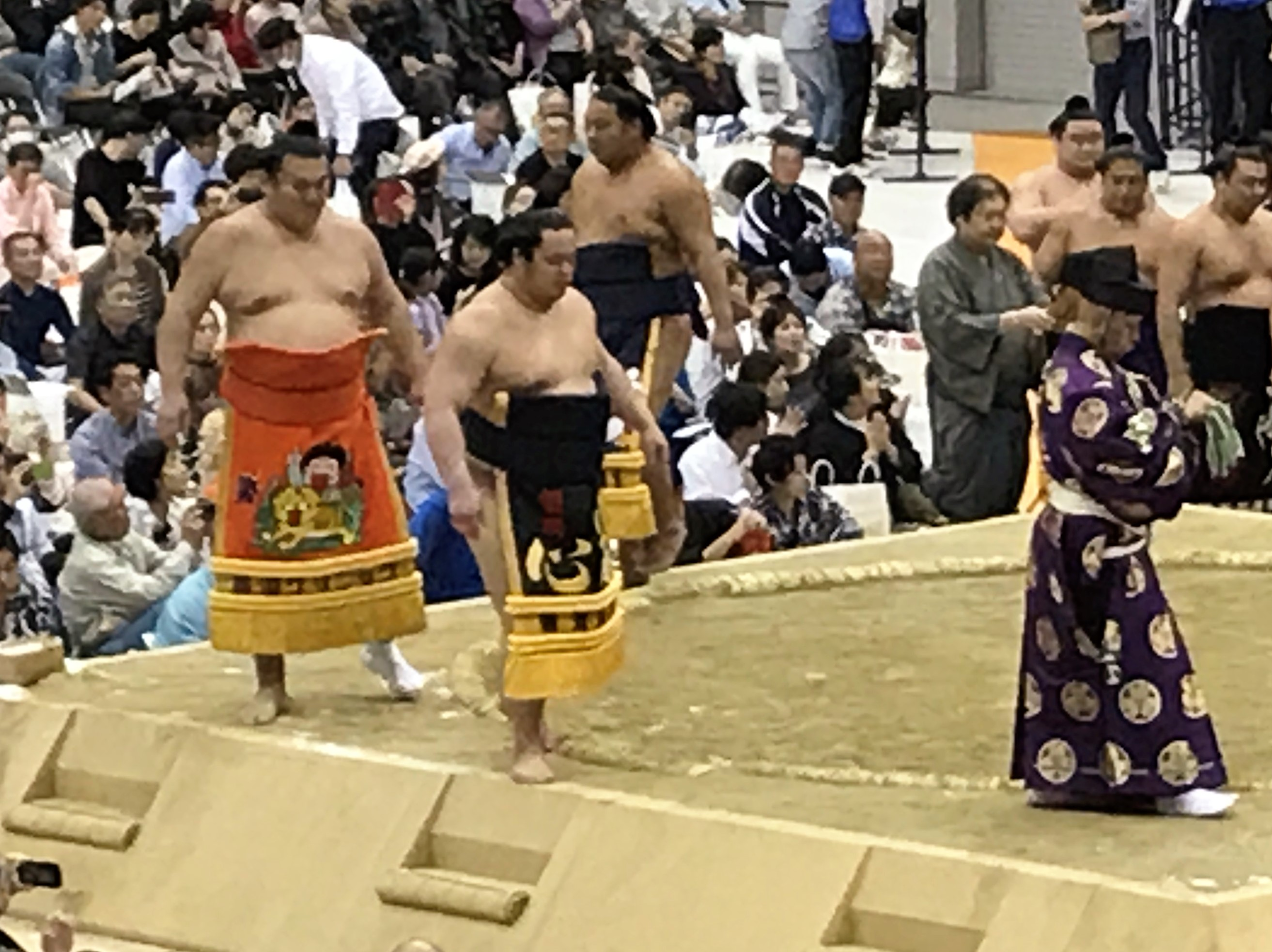
勢翔太に贈られた西原理恵子デザインの化粧まわし

相撲では、勢翔太、錦木徹也のタニマチとして知られ、化粧まわしを贈っている。大相撲観戦にも出かける事もよくある。2010年の大相撲初場所では野村沙知代の勧めで、朝青龍の全取組に合計270万円の懸賞金を出した。AbemaTVでは相撲解説ゲストも務めた

#### レース
高須クリニックレーシングチームとして、自動車レースのスポンサーなどもしていた。
- 1991年 ル・マン24時間レースでクラージュポルシェをスポンサード[125]。
- 1992年 スポンサーをしていたF3チームが、マカオグランプリで優勝。ドライバーは、リカルド・リデル。マシンは現在もマカオグランプリ博物館に展示されている[126]。

#### 競馬
妻のシヅの趣味が競馬だったので、名古屋競馬場で「高須シヅ杯レース」を開催している。シヅの死後も、命日に合わせて「高須シヅ杯レース」が開催されている。シヅは愛馬「マジカルブリッド」の馬主であったが、骨折した際には安楽死させず、そのまま牧場で生涯を全うできるように資金を供給した。
2014年、知人と共同で組合馬主となり所属し2500万円を出資して共同馬主となった。その際「イエスタカス」「イエスイエスタカス」「イエスタカスイエス」という3つの名前を提示して持ち馬の名称登録を申請したところ、日本中央競馬会（JRA）に全て却下されたとして話題となった。しかし実際は知人の共同馬主の虚偽であり、JRAへの申請自体がなされていないことが原因の騒動であった。馬は高須の元を離れ、他の馬主によって「ダッシングブレイズ」という馬名で登録された。競馬関係はその知人との付き合いの範囲の活動だったので、これを契機に高須は競馬業界から離れた。
その後，JRA個人馬主として登録し，現在は東京馬主協会に所属している。

#### フィギュアスケート
出産後、2014年ソチオリンピック出場を目指すと宣言した安藤美姫への支援を表明した。

#### サッカー
2016年8月、リオデジャネイロオリンピックのサッカー男子ナイジェリア代表がサッカー協会から給与の未払いなどを理由に、グループリーグを突破して準々決勝に進出したがボイコットしようとした騒動があった。これに対して20万ドルの支援を表明し、同年8月20日、ブラジル・ベロオリゾンテのミネイロンで開催された3位決定戦に出場したナイジェリア代表の応援に駆け付けた。ナイジェリア代表はホンジュラス代表に3-2で勝利し3位となり、銅メダルを授与された。またメダルを授与された場合には金メダル300万円、銀メダル200万円、銅メダル100万円を手渡すことを約束していたため、試合終了後現地で選手に小切手で100万円ずつ手渡し、合計で3900万円を支援した。高須は同チームが金メダルを取った場合に備えて7700万円を準備しており、ブラジル入り後はナイジェリア大使館が用意した装甲車で移動し警官が高須の警備を行った。

### ギネス記録
2011年（平成23年）8月2日、12時間でプレイしたホール数（カート使用可）の種目で、ギネスブックの世界新記録を打ち立てた。アマチュアゴルファーの石田弘二と共に、愛知県豊田市にある京和カントリークラブにて、12時間で261ホールをプレイ。過去のギネス記録（Jason Casserly and Chris Woods（オーストラリア）が2009年の達成した189ホール）を大幅に更新した。その後、西原理恵子とジョナサン・シガーの二人が高須の私物の光岡・オロチを賭けてゴルフを行い、高須は負けた。後日、高須は光岡・オロチを西原宅に配送するが、運転免許を持っていない西原はボンネットにサインをしたうえで高須に送り返した。

### 闘病
2015年に検診で尿潜血を指摘され、自分で尿細胞診をオーダーしたところ尿路系がん細胞が発見された。精査の結果、既に尿管がんは腎臓と膀胱に拡大していた。2018年9月29日、これらの病状を自身のツイッターで公表した。自身の病状を軽くはないが深刻な事態ではないとしている。また、がんはすぐに死ぬ病気ではなく、むしろ肺炎や心筋梗塞の方が怖い。僕は高齢者ですから、がんは全然怖くない。医学生時代に献体を解剖した経験から、すべて年老いて亡くなった人にはがんがあった。がんとは共存して長生きできると発言した。膀胱癌に対しての手術は過去5回受けており、免疫療法なども行っている。2019年5月30日には昭和大学で全麻下で内視鏡下大腸腫瘍摘出術を受けた。5月31日には泌尿器科で6回目の手術、6月には外科にて治療を受ける。
尿管がんは全身に転移し、入退院を繰り返したが、2024年11月下旬からは約2ヵ月に及ぶ入院を行い、そこで使用する最新のがん治療機器を自ら1億6000万円で購入し、入院先の病院に寄付したことをSNSで報告した。内臓が弱り抗がん剤に耐えられなくなり、自分の身体で"治験"を行った。購入した機器でがんの位置を特定して温熱で弱らせる『ハイパーサーミア』及び、弱体化したがんの部分にだけにピンポイントで放射線を当てる『リニアック』の2つを同時に実施。高須は「普通の人は1週間に1回くらいのペースだけど、敵を殲滅させるなら同時に飽和攻撃したほうが有効だよねってことで、『週5日やってください』って頼んだの」などと語った。

### その他
酒はほとんど飲めない。味覚音痴で西原理恵子と交際するまでは、ラーメンに氷とトマトジュースを入れて食べる等の食事をしていた。親が医師のため多忙で、幼少時より一人で冷えた食事をとっていたことに由来しているといわれる。
かつては喫煙者であり、10代の頃から授業を抜け出して校舎裏でたばこを吸っていたことを告白している。1980年代には小池百合子とともに「愛煙家のためのシンポジウム」に参加し、マスコミの前でたばこをふかすパフォーマンスを披露したこともあった。その小池が東京都知事となり、2018年に東京都受動喫煙防止条例を可決・成立させた際には、「都内の愛煙家の肩身は狭くなる一方だ」と懸念を示している。
『YES、高須クリニック』というコピーは、顧客の全ての要望に対して「YES」と答えていきたいという意味がこめられている。コピーの考案者は古くから高須のCM制作を担当しているディレクター。
お金に関しては「空気と同じ」であり、無いと困るが沢山あっても仕方がないものとしている。一方で、仕事を辞めない理由として「仕事をしていないと馬鹿にされるから」としている。
自他ともに認める音痴。ラジオ番組に共に出演した西原によると「ひどいもんになると思いますけどねー。この人の歌で食べ物が腐るっていう噂ですから。時々鼻歌うたってるけど、お経みたいですよ」とのこと。
名古屋市千種区唐山町に自宅があり、愛知県日進市に別邸がある。2019年5月4日、日進市の別邸でバールのようなもので玄関がこじ開けられ、金の延べ板7キロ（約3,400万円相当）とノートパソコン1台が盗まれていたのが発覚した。敷地内の防犯カメラには2～3人の不審者の映像が残っており、高須は5月8日、Twitterに「ヘソクリ全部取られた」と投稿した。
東京での診療のためにホテルニューオータニのスイートルームに1984年から毎週2泊3日程度で宿泊している。2019年、高須は長男の高須力弥とともに、高須病院の170床近い病床を3時間かけて回診すると報じられた。

## 家族・親戚

### 高須家
- 曽祖父・高須小左衛門（素封家、一色劇場株式会社取締役）[152][153]
- 祖母・高須いま（高須医院院長、高須小左衛門の三女）[154][155][156]
1885年 - 没年不明
- 父・高須省吾（内科医、松崎医院の五男）[154]
- 母・高須登代子（婦人科医、高須病院初代院長）
- 先妻・高須シヅ（星野病院初代院長・星野美の長女）[157][158]
- 後妻（事実婚）・西原理恵子
- 長男・高須力弥
- 次男・高須久弥
- 三男・高須幹弥

### 略系図
|  |  |  |  |  |  | 女       | 女       | 女       | 女       | 女       | 女       |          |          |          |          |          |          | 高須小左衛門 | 高須小左衛門 | 高須小左衛門 | 高須小左衛門 | 高須小左衛門 | 高須小左衛門 |          |          |          |          |          |          |          |          |  |  |          |          |          |          |            |            |            |            |            |            |
|  |  |  |  |  |  | 女       | 女       | 女       | 女       | 女       | 女       |          |          |          |          |          |          | 高須小左衛門 | 高須小左衛門 | 高須小左衛門 | 高須小左衛門 | 高須小左衛門 | 高須小左衛門 |          |          |          |          |          |          |          |          |  |  |          |          |          |          |            |            |            |            |            |            |
|  |  |  |  |  |  |          |          |          |          |          |          |          |          |          |          |          |          |              |              |              |              |              |              |          |          |          |          |          |          |          |          |  |  |          |          |          |          |            |            |            |            |            |            |
|  |  |  |  |  |  |          |          |          |          |          |          | 高須いま | 高須いま | 高須いま | 高須いま | 高須いま | 高須いま |              |              |              |              |              |              | 男       | 男       | 男       | 男       | 男       | 男       |          |          |  |  | 松崎家   | 松崎家   | 松崎家   | 松崎家   | 松崎家     | 松崎家     |            |            |            |            |
|  |  |  |  |  |  |          |          |          |          |          |          | 高須いま | 高須いま | 高須いま | 高須いま | 高須いま | 高須いま |              |              |              |              |              |              | 男       | 男       | 男       | 男       | 男       | 男       |          |          |  |  | 松崎家   | 松崎家   | 松崎家   | 松崎家   | 松崎家     | 松崎家     |            |            |            |            |
|  |  |  |  |  |  |          |          |          |          |          |          |          |          |          |          |          |          |              |              |              |              |              |              |          |          |          |          |          |          |          |          |  |  |          |          |          |          |            |            |            |            |            |            |
|  |  |  |  |  |  | 星野美   | 星野美   | 星野美   | 星野美   | 星野美   | 星野美   |          |          |          |          |          |          | 高須登代子   | 高須登代子   | 高須登代子   | 高須登代子   | 高須登代子   | 高須登代子   |          |          |          |          |          |          |          |          |  |  | 高須省吾 | 高須省吾 | 高須省吾 | 高須省吾 | 高須省吾   | 高須省吾   |            |            |            |            |
|  |  |  |  |  |  | 星野美   | 星野美   | 星野美   | 星野美   | 星野美   | 星野美   |          |          |          |          |          |          | 高須登代子   | 高須登代子   | 高須登代子   | 高須登代子   | 高須登代子   | 高須登代子   |          |          |          |          |          |          |          |          |  |  | 高須省吾 | 高須省吾 | 高須省吾 | 高須省吾 | 高須省吾   | 高須省吾   |            |            |            |            |
|  |  |  |  |  |  |          |          |          |          |          |          |          |          |          |          |          |          |              |              |              |              |              |              |          |          |          |          |          |          |          |          |  |  |          |          |          |          |            |            |            |            |            |            |
|  |  |  |  |  |  | 高須シヅ | 高須シヅ | 高須シヅ | 高須シヅ | 高須シヅ | 高須シヅ |          |          |          |          |          |          |              |              |              |              |              |              |          |          | 高須克弥 | 高須克弥 | 高須克弥 | 高須克弥 | 高須克弥 | 高須克弥 |  |  |          |          |          |          | 西原理恵子 | 西原理恵子 | 西原理恵子 | 西原理恵子 | 西原理恵子 | 西原理恵子 |
|  |  |  |  |  |  | 高須シヅ | 高須シヅ | 高須シヅ | 高須シヅ | 高須シヅ | 高須シヅ |          |          |          |          |          |          |              |              |              |              |              |              |          |          | 高須克弥 | 高須克弥 | 高須克弥 | 高須克弥 | 高須克弥 | 高須克弥 |  |  |          |          |          |          | 西原理恵子 | 西原理恵子 | 西原理恵子 | 西原理恵子 | 西原理恵子 | 西原理恵子 |
|  |  |  |  |  |  |          |          |          |          |          |          |          |          |          |          |          |          |              |              |              |              |              |              |          |          |          |          |          |          |          |          |  |  |          |          |          |          |            |            |            |            |            |            |
|  |  |  |  |  |  |          |          |          |          |          |          |          |          |          |          |          |          |              |              |              |              |              |              |          |          |          |          |          |          |          |          |  |  |          |          |          |          |            |            |            |            |            |            |
|  |  |  |  |  |  |          |          | 高須幹弥 | 高須幹弥 | 高須幹弥 | 高須幹弥 | 高須幹弥 | 高須幹弥 |          |          | 高須久弥 | 高須久弥 | 高須久弥     | 高須久弥     | 高須久弥     | 高須久弥     |              |              | 高須力弥 | 高須力弥 | 高須力弥 | 高須力弥 | 高須力弥 | 高須力弥 |          |          |  |  |          |          |          |          |            |            |            |            |            |            |

## 不祥事

### 脱税事件
1990年に高須クリニックの会計責任者が、保険外の医療収入を少なく申告する手口で8億7000万円を脱税したとして起訴される。高須は脱税には関与していなかったが、クリニックの代表者として「経理を任せ切りにして、脱税に気付かぬ過失があった」として所得税法違反の両罰規定に問われた。裁判は量刑と両罰規定の適用について争われたが、1997年に最高裁で有罪が確定。また刑事罰とは別に厚生省より医業停止1年間の行政処分を受けた。過去には国税局に脱税を指摘され20億円の重加算税を納付したことを明らかにしている。この20億円の追徴額は、名古屋国税局では個人としては史上最高額で2019年現在も記録は破られていない。

### 愛知県知事リコール署名偽造事件
2020年6月1日、あいちトリエンナーレ2019の企画展「表現の不自由展・その後」と大村秀章愛知県知事の対応を問題視していた名古屋市長の河村たかしは高須に「大村知事のリコール運動をしないか」と持ち掛け、翌6月2日、高須は政治団体「お辞め下さい大村秀章愛知県知事 愛知100万人リコールの会」を設立した。設立発表の会見には、高須の友人である百田尚樹、有本香、竹田恒泰、武田邦彦らが同席し、賛同と支援を表明した。大阪府知事の吉村洋文からも同日、「取り組みには賛成だ。応援する」とエールが送られた。
リコール署名活動は高須と河村が中心となって8月25日から開始される。9月29日、高須と団体事務局長の田中孝博は鈴木宗男参議院議員にリコール運動期限の延長を陳情。鈴木は総務省の担当者に電話した上で、「延長はできない。ルールはどうにもならない」と二人に伝えた。11月7日、高須はがんの病状悪化を理由に活動休止を発表した。43万5231人分の署名を選管に提出したが、解職の賛否を問う住民投票実施に必要な法定数となる約86万6千人には届かなかった。
同年12月4日、署名活動を担っていた請求代表者や受任者が県庁で記者会見し、各選挙管理委員会に提出する直前の点検などで、同一筆跡とみられる署名などが大量に見つかったと発表した。
2021年2月1日、愛知県選挙管理委員会は、同一筆跡や選挙人名簿に登録のない署名などで、署名の83.2％にあたる約36万2千人分を「有効と認められない」とする調査結果を発表した。さらに2月16日、署名偽造のために佐賀市で大量のアルバイトが動員されたことが明るみに出た。
河村は議会から説明責任を問われるが、「組織的な管理、経理の管理をしているのを中心人物という。私はリコール運動の中心人物でない」と強弁。事務局長の田中は「知らんわな俺は。佐賀も知らんし」と述べ、副事務局長で常滑市議会議員の山田豪は「大量の不正署名は大村知事が送り込んだスパイによる妨害工作だ」と陰謀説を唱えた。高須は3月15日の取材に対し「信じられるのは河村市長だけ」と答えている。4月15日、山田は、田中の指示を受けて署名偽造に関与したと明らかにし、4月17日付で議員辞職した。取材を受けた高須は「全権を持っているのは事務局長なんだから」とコメントした。
同年4月中旬、解職請求代表者の一人で、高須の秘書の鈴木美由紀は、高須に、名古屋での指印不正に関与したと打ち明けた。高須は激怒したと言われるが、公表はせずに新聞が報道するまで伏せていた。
同年4月25日、名古屋市長選挙が行われ、河村が前市議の横井利明（自民党・公明党・立憲民主党・国民民主党推薦）らを破り5回目の当選を果たした。当確直後、高須は取材に「義理で市長選が終わるまで我慢していた。リコールをしようと言い出したのは河村さんなのに、私が言い出したとうそをついたことは許せない。いざという時に逃げる人とは今日をもって友達をやめて、絶交します」と答えた。過去の共闘体制を振り返り「ハメられた」と述べ、「（今後も）高須マネーをあてにされるのはごめんです」「河村市長の正体がわかって嫌になった」と胸の内を明かした。
同年5月19日、事務局長の田中、田中の妻、田中の次男、団体の会計管理を担っていた渡辺美智代の4人が逮捕。5月20日、秘書の鈴木が名古屋市の生涯学習センターで指印不正に関与していたことが明らかとされた。
同年5月26日、フジテレビ制作の情報番組がリコール署名偽造事件を特集。高須は取材班に対し「このリコール運動で1円でも損失を被ったっていう人がいれば全部それは補填します」と答えた。6月1日、請求代表者を務めた73歳の男性が署名偽造事件で精神的苦痛を受けたなどとして、リコール団体と高須、田中ら幹部3人を相手取り、慰謝料など500万円の損害賠償を求める訴訟を名古屋地裁に起こしたことが明らかとなった。提訴は3月16日付。男性は「真摯にリコール運動を展開したのに『不正署名を行った請求代表者』のレッテルを貼られた」と主張している。
同年11月12日、秘書の鈴木美由紀は、自身が役員を務める「高須ホールディングス」（名古屋市中村区名駅）の建物内で署名を偽造した疑いで従業員の50代女性とともに書類送検された。鈴木は「署名の数が足りない。高須先生は（偽造を）知っている」などと言って、ほかの従業員らに手伝うよう指示し、報酬として一人あたり5万円を渡したとされる。高須は取材に応じ、鈴木らの書類送検について「100％知らない話なんです。全く知りません」と回答。また、鈴木への偽造の指示に関し、「絶対にしません。絶対にです。僕は間違ったこと、曲がったことやるのは大嫌いですから」と述べ、自らの関与を否定した。
2022年3月17日、山田や鈴木、女性従業員ら7人が不起訴処分（起訴猶予）となった。
2024年4月19日、名古屋地裁は田中に懲役2年、執行猶予4年の判決を言い渡した。

## 思想
「ネット右翼の国粋主義者」を自称する。
2020年10月31日、「全てが僕の予言通りにすすんでいる。当たりすぎて怖い。トランプ勝利。大阪都構想勝利。愛知県知事リコール勝利」とツイートしたが、いずれも外れた。

### 皇室
- 日本の皇室に対し、強い畏敬の念を表明している。

### 参拝
地元の高須家鎮守の若一神社には正月に必ず参拝し、元旦には殉国七士廟にも必ず参詣している。

### チベット弾圧への抗議
中国のチベットへの侵略と弾圧（中国は「チベットを解放した」と主張する）に対して、繰り返し抗議している。チベットへは何度も訪問しており、ダライ・ラマ14世とも親しい。チベットの惨状を報道しようとしない日本のマスコミにも、強い不快感を表明している。また高須は中国でも美容技術の発展のために尽力しており国賓並みの待遇で迎えられていた。毎年年賀状も中国から何百枚も届いていたが、高須がチベット弾圧を批判するようになってからは届かなくなった。

### ナチス礼賛及びホロコースト否定発言
高須は2009年より、Twitter及び自身のブログでたびたびナチスに肯定的な発言を行い、ホロコースト否認論も展開した。
このためサイモン・ウィーゼンタール・センターは2017年8月21日、高須の一連の発言を「『進歩』の名のもとで筆舌に尽くししがたい犯罪を行った医師達に通じるナチスの思想を信奉する行為は、我々の世界において最も受け入れてはならないことである」と断じ、アメリカ美容外科学会(American Academy of Cosmetic Surgery：AACS)に対し、高須の会員資格の停止を要請した。
同年8月28日、サイモン・ウィーゼンタール・センターは公式ステートメントを発表し、「アメリカ美容外科学会（AACS）はこの事態を深刻に受け止めており、数週間で調査を完了する」と返答したことを明かした。高須本人は学会に連絡を取ったところその要請は却下されたとツイートしていたが、サイモン・ウィーゼンタール・センター副代表のエイブラハム・クーパーは同年11月8日、アメリカ美容外科学会（AACS）がナチス礼賛発言及び後述の南京事件否定発言を理由として高須の会員資格剥奪を決定したとして、これを称賛する声明を出した。
2017年現在、これに対して高須は「（アメリカ美容外科学会：AACSから）まだ何の連絡もない」としており、と追放ではなく退会である主張をツイートしている。また、「ナチスの庇護を受けた優秀な科学者は尊敬に価する。しかし人種差別のナチズムは僕の八紘一宇のイデオロギーの対極である。（中略）僕はナチスの良いところを評価し気にくわないことには同調しないだけだ」と述べている。

### 南京事件否定及び731部隊擁護発言
南京事件について否定している。また、従軍慰安婦否定、731部隊擁護等の発言をしている。

## 出演

### テレビ番組
- チバテレほか 「美容情報番組〜美しくなりま専科〜」レギュラー出演（1983年 - 現在）
- テレビ朝日 「歌謡びんびんハウス」レギュラー出演（ - 1989年）
- サンテレビほか「おとなのえほん」（1995年）[33]
- TOKYO MX 「5時に夢中!」

他、「11PM」や「2時のワイドショー」「ザ・ベストハウス123」、「田舎に泊まろう!」、「ダウンタウンDX」、水戸黄門、「そこまで言って委員会NP」、「ダウンタウンなう」、「突然ですが占ってもいいですか？」

### ラジオ番組
- ラジオ大阪「高須克弥のビューティサロン」

### CM
- アオキーズ・ピザ「イエス!タコスクロニック」（2019年7月13日 - 、東海3県限定）[226]
- にしたんクリニック（2024年）[227][注 3]

### ゲーム
- ユバの徽 - 迎徒（ゲイト）役[229]。

### パチンコ
- 豊丸産業「P yes! 高須クリニック〜超整形BLACK〜」

## 著書

### 単著
- 『危ない美容法 : 早くやめないと,美貌がダイナシ!』サンケイ出版、1977年1月28日。
- 『昭和1ケタの長寿学 : 責任世代のニューライフプラン』CBS・ソニー出版、1980年7月1日。
- 『図解緊急手当入門 恐い常識のウソ これだけは知っておけ』青春出版社 プレイブックス 1980 ISBN 978-4413012348
- 『10歳若くなる生体医学 毎日7分で25歳のボディをキープする』青春出版社 プレイブックス 1981 ISBN 978-4413012584
- 『すてきな変身の本 気がつかなかった自分の演出法 高須博士の美容医学』青春出版社 プレイブックス 1981 ISBN 978-4413012775
- 『らくにシミをとる本 ひとりで悩んでいるあなたへ』青春出版社 プレイブックス 1981 ASIN B000J7QDAA
- 『あなたはどこまで美しくなれるか』リヨン社 1982 ISBN 978-4576002859
- 『"健康法"恐い常識のウソ』青春出版社 プレイブックス 1982 ISBN 978-4413013017
- 『"成人病"間違いだらけの常識 知らないと恐い』青春出版社 プレイブックス 1983 ISBN 978-4413013277
- 『米ヌカで体質が全く変わる 体内の老廃物を全部出す すぐ疲れる・だるい・太るを根本から解消』青春出版社 プレイブックス 1984 ISBN 4-413-01355-7
- 『シミ、シワはこれで治せる 7つのステップで根治する最新美容法』リヨン社 1984 ISBN 978-4576870205
- 『ストレスを喜べ : 新事実・あなたの生き方が変わる本』〈Bokuyo books. Healthy books〉、牧羊社、1986年7月10日。ISBN 9784833300056。
- 『米ぬか美容法 スリムな素肌美人になれる本』早稲田出版 1987 ISBN 978-4898271285
- 『美人とブスの定義 いいすぎたらごめん!』エフエー出版 1987 ISBN 978-4900435520
- 『可愛い女になる心の磁気学 メスメルが説く"いい女"への5法則』祥伝社 ノン・ライブ 1988 ISBN 978-4396620080
- 『美容整形してみようかな "クイック整形"ならたったの10分 ここまで進んだ最新の美容医学』ベストセラーズ ワニの本　1989 ISBN 978-4584007006
- 『らくにシミをとる本 1日2回トリプル洗顔法のおもしろ効果 驚くべき最新療法』青春出版社 プレイブックス 1989 ISBN 978-4413015141
- 『バカにつける薬 ドクター高須の抱腹絶倒「新・養生訓」』早稲田出版 1991　のち新潮OH!文庫 ISBN 978-4898271339
- 『らくにワキガを治す本 幸せな明日を迎えるために』早稲田出版 1991 ISBN 978-4898272244
- 『バカにつける薬 part 2 (ドクター高須の知的有益「人生相談」)』早稲田出版 1992 ISBN 978-4898271377
- 『3カ月で5キロらくにやせる本 脳生理学が実証した"ツボ刺激"の痩身効果』早稲田出版 1994 ISBN 9784898271551
- 『高須克弥の美容整形 ここが違う! はじめて美容整形を受ける人のために』ベストセラーズ ワニの本 1994 ISBN 978-4584009208
- 『バカにつける薬. part 3 (ドクター高須の秘密厳守「難病退治」)』早稲田出版 1994 ISBN 978-4898271506
- 『らくにシミ、シワを治す本』早稲田出版 1994 ISBN 978-4898271452
- 『脂肪吸引・脂肪注入のこつ 切らずに形を変える』日本医学中央会 2000 ISBN 978-4943985471
- 『その健康法では「早死に」する! これが高須式〈若返る〉食べ方・生き方』扶桑社 2012 ISBN 978-4594066758
- 『筋と義理を通せば人生はうまくいく Yes!高須は大真面目』宝島社 2014 ISBN 978-4800226600
- 『行ったり来たり僕の札束』小学館 2016 ISBN 978-4093885300
- 『炎上上等』扶桑社新書 2018年3月 ISBN 978-4594079222
- 『かっちゃんねる Yes! 高須 降臨!』悟空出版  2018年3月 ISBN 978-4908117466
- 『大炎上』扶桑社新書 2018年7月 ISBN 978-4594079970
- 『全身美容外科医 道なき先にカネはある』講談社+α新書　2019年12月　ISBN 978-4065184004

### 共著・監修
- 『新しいバスト形成術 FDA(米食品医薬品局)公認』ジェラルド・ジョンソン共著 早稲田出版 1992 ISBN 978-4898271384
- 『シミ・しわを自分で治す本 日常生活でもできる若返りの方法』高須シヅ共著 ハローケイエンターテインメント ワニの本 ベストセラーシリーズ　1996 ISBN 978-4584009659
- 『ドクター高須の脱毛クリニック 短期間らくらく!レーザー医療脱毛』高須シヅ共著 早稲田出版 1997 ISBN 978-4898271841
- 『ドクター高須の頭髪革命 医療生毛植毛でらくにハゲを治す本』高須シヅ共著 早稲田出版 1998 ISBN 978-4898271964
- 『シミ・しわ・たるみを自分で治す本 すぐ効果のわかる新しい方法』高須シヅ共著 ベストセラーズ ワニの本 1999 ISBN 978-4584010617
- 『私、美人化計画 「目」「鼻」「口」「りんかく」顔が自分で動かせます』監修 祥伝社 2003 ISBN 978-4396620363
- 『ブスの壁』西原理恵子画 新潮社 2006 ISBN 978-4103021513
- 『ダーリンは70歳』西原理恵子共著 小学館
- 『ダーリンは70歳／高須帝国の逆襲』西原理恵子共著 小学館 2016 ISBN 978-4091792082
- 『ダーリンは71歳／高須帝国より愛をこめて』西原理恵子共著 小学館 2017 ISBN 978-4091792280
- 『ダーリンは72歳』西原理恵子共著 小学館 2017 ISBN 978-4091792433
- 『ダーリンは73歳』西原理恵子共著 小学館2019 ISBN 978-4091792785
- 『ダーリンは74歳』西原理恵子共著 小学館2020 ISBN 978-4091793256
- 『ダーリンは75歳』西原理恵子共著 小学館2021 ISBN 978-4091793447
- 『イラストでまなぶ！戦闘外傷救護 -COMBAT FIRST AID-』 照井資規著 医療監修 ホビージャパン　2018 ISBN 978-4-7986-1633-9
- 『イラストでまなぶ！戦闘外傷救護 -COMBAT FIRST AID- 増補改訂版』 照井資規著 医療監修 ホビージャパン 2019 ISBN 978-4-7986-1900-2

## 特記事項
- 郷ひろみや林葉直子、千原ジュニア、愛染恭子[33]、野村沙知代[230]などの多数の有名人、芸能人、教祖などの手術を手掛ける影響で、芸能関係者より枕営業の勧誘を受けることが多い。アイドルの卵やモデル、女子医大生、今夜18歳になる少女、果ては美男子やガチムチ（ロシア語版）系男子、西原理恵子のそっくりさんまで用意され、いつも断るのに苦労している。また誰を手術したかは守秘義務で言えないが、叶姉妹には絶対に関与していないと表明している[54]。
- 韓国映画「カンナさん大成功です!」にアフレコとして参加し、62歳で声優デビューした[231]。
- 愛染恭子の処女膜再生手術をしたときに、代々木忠監督が手術の状況を撮影した(承諾済み)[33]。しかし、その動画が成人劇場映画『サバイバル』に使用されてしまい[33]、形成外科学会で高須がアダルトビデオに出演しているとして問題となり学会を除名処分になりそうになった[33]。
- TV番組「大人の絵本」では、包茎手術や処女膜再生手術を手掛ける「絶倫院長」として出演していた[33]。「絶倫院長」は売り出し時のキャラで、人気があったので演じ続けたと語っている[33]。実際は前述のとおり、妻も心配する程女性関係の話がない生活をしている。「11PM」にもそのようなキャラとして出演しており、小学生だった西原が親に内緒で観ていた。当時は整形前だったため、高須本人から明かされるまで全く気付かなかった[232]。
- 元横綱朝青龍[54]やダライ・ラマ14世とも親交がある[233]。
- 千原ジュニアは2001年にバイク事故を起こし、顔面を強打するという大怪我を負った。ジュニアによると、事故で顔は「グッチャグチャ」だったそうで、その状態から今の顔にしてくれたのが高須だったという。ジュニアは「俺を作りあげたのは、最終的には高須院長なんです」「オカンにあんなことを言われて、形成した部分。おとんにああいう風に言われて形成した部分。せいじを見習い、反面教師にしたり、色んな意見をもらったりして形成した部分。小学校の先生、中学の先生、色んな方によって作り上げられ、最終的、一番最後に手を加えて頂いたのは高須克弥院長なんですよ」と高須の尽力が大きかったことを明かした[234]。
- 古舘伊知郎と親友である事を述べており、「いろいろな意見を広く取り入れるのが上手いインタビューの名人」と評している。古館が司会を務めた『報道ステーション』(テレビ朝日)のスポンサーを務めたことがあったが、一部番組内容に憤りを示したことを理由に2015年9月をもって降板している。なお、高須は「古舘君個人については何か言いたかったわけではありません」「僕は彼の意見に水を差そうとは思いません」といった弁を述べており[235]、翌年には古舘が司会を務めた『フルタチさん』（フジテレビ）のスポンサーになっている[236]。
- 二重瞼の手術を受けたばかりの韓国のノムヒョン大統領に対して、「美容外科の発展と啓蒙に尽くした」として、日本美容外科学会より勲章を授与するように手配したが無視された為に、韓国の主治医を通じて大統領府に直接勲章を届けている[237][238]。
- 2016年、高熱により自身の高須病院(高須クリニックではない)に入院。感染性肝嚢胞と診断され、昭和大学医学部付属病院に転院。嚢胞穿刺、抗生剤投与で治療を受けた[239][240]。
- 2017年5月17・18日の厚生労働委員会において、民進党の大西健介衆議院議員が、エステ業界で「大量の陳腐な」テレビ広告を流している悪徳ビジネスがあるなどとした上で、「皆さんよくご存じのイエス○○（まるまる）クリニックみたいに」と発言した[241]。これについて、高須は名誉を棄損されたとし、大西議員と民進党党首の蓮舫代表を相手取り、1000万円の損害賠償訴訟を起こすつもりであると表明[241]した。高須は5月18日のブログで「高須クリニックはエステで集客しない。誇大広告のチラシもまかない。きちんと落とし前をつけてもらう」と発信し、産経新聞の取材に対して「謝罪を求めたかったが、裁判では金額しかないというので、1千万円を求める。大西氏は党を代表して質問した。党首もOKしているはずだ。民進党が攻撃だけで好き勝手言っていて、自民党が応戦一方で反撃しないから、国会での発言が言いたい放題なことに前から怒っていた。庶民でも怒れる、対応ができるのだと伝えたい」と述べている[241]。
  - 高須の発言に対し、大西議員は、「（提訴）内容を聞いていないので詳しく言えない。質問では高須の名前を出しておらず、（提訴は）誤解に基づいている。法律上、名前と連絡先しか連呼できないCMがあるのは現実だ」とコメントした[241]。なお、憲法第51条の議員特権により、国会議員の国会内での議論においての発言は、国会外では責任を問われないため、裁判所が高須氏の訴状を受け付けるかどうかは不明である。同月19日に「yes！高須クリニック」の商標登録を申請[242]。「イエス○○クリニック」が高須クリニックだけに当てはまるものではないとの反論を防止するためと見られている[242]。
  - またこの訴訟を2017年7月25日に情報ライブ ミヤネ屋が取り上げた際に、番組コメンテイターの浅野史郎が「名誉毀損と言うのは、事実と違うことを提示して、名誉毀損することだが、国会で言ったかどうかは別として、普通の修羅場で言ったとしても、これは真実を言ったんですよ。あるとすれば『この正直者』と怒るようなもの」などと発言したことに対して謝罪を要求。番組は翌日の放送で謝罪し、和解が成立した[243]。
  - 2018年4月23日、東京地方裁判所(河合芳光裁判長)は「陳腐という発言はＣＭに対してであって、原告の社会的評価を低下させるものではない」「発言は名誉毀損といえない」として高須の訴えを棄却した。判決は「公務員の職務行為について、公務員個人は責任を負わない」とした1955年の最高裁判決を引用し、大西議員と蓮舫代表は民事上の責任を負わないと結論している。高須は判決を不服として東京高裁に控訴した[244][245]。
  - 同年10月1日、高須は控訴審である東京高等裁判所から和解勧告が来たことを報告[注 4]。大西は高須の願う謝罪を断ったため和解は不成立となった。

## 所属学会・団体
- 日本医師会会員[247]
- 日本美容外科医師会会長[248]
- 日本美容外科学会専門医制度審議委員会委員長[247]
- 日本形成外科学会認定医[247]
- 日本脂肪吸引学会会長[247]
- 第3回国際美容外科学会会長[247]
- 第4回国際美容外科学会会長[249]
- アメリカ脂肪吸引学会会員[247]
- 第1回日中合同美容外科学会会長[247]
- 日本ペンクラブ会員[250]
- フリーメイソン